# The Chthonic Chronicles
Albums de Bal-Sagoth
Atlantis Ascendant
(2001)
The Chthonic Chronicles est le sixième et dernier album studio du groupe de black metal symphonique britannique Bal-Sagoth. L'album est sorti en 2006 sous le label Nuclear Blast Records.
Il s'agit peut être de l'ultime album studio de Bal-Sagoth. En effet, l'album est souvent nommé par Byron Roberts, le vocaliste du groupe, comme étant la fin de l'hexalogie. En effet, le dernier titre de l'album, Return to Hatheg-Kla, est une référence au premier titre du premier album de Bal-Sagoth, A Black Moon Broods over Lemuria, qui est intitulé Hatheg-Kla.
L'album, avec  des titres comme Shackled To The Trilithon Of Kutulu, montre que les paroles furent grandement inspirées par les écrits de l'auteur H. P. Lovecraft.

## Musiciens
- Byron Roberts : Chant
- Chris Maulding : Guitare
- Mark Greenwell : Basse
- Jonny Maulding : Claviers
- Dan Mullins : Batterie

## Liste des morceaux
| No  | Titre                                           | Durée |
| --- | ----------------------------------------------- | ----- |
| 1.  | The Sixth Adulation of His Chthonic Majesty     | 4:20  |
| 2.  | Invocations Beyond the Outer-World Night        | 5:26  |
| 3.  | Six Score and Ten Oblations To a Malefic Avatar | 6:08  |
| 4.  | The Obsidian Crown Unbound                      | 5:58  |
| 5.  | The Fallen Kingdoms of the Abyssal Plain        | 4:38  |
| 6.  | Shackled to the Trilithon of Kutulu             | 4:02  |
| 7.  | The Hammer of the Emperor                       | 6:58  |
| 8.  | Unfettering the Hoary Sentinels of Karnak       | 4:22  |
| 9.  | To Storm the Cyclopean Gates of Byzantium       | 4:57  |
| 10. | Arcana Antediluvia                              | 5:07  |
| 11. | Beneath the Crimson Vaults of Cydonia           | 5:15  |
| 12. | Return to Hatheg-Kla                            | 3:28  |